# 松平親貞 (松平郷松平家)
松平 親貞（まつだいら ちかさだ）は、江戸時代中期の交代寄合旗本。松平郷松平家（太郎左衛門家）12代当主。

## 生涯
松平郷松平家の分家旗本松平家（次郎左衛門家）4代・松平信久の子として誕生した。初めは甚次郎定宗と称した。
伯父の松平郷松平家11代松平信和の嫡男和通が元禄9年（1696年）5月に天然痘で死去したため、同年8月、本家の養子となり、帯刀親貞と名乗る。元禄15年（1702年）、養父が64歳で死去したため、家督を相続した。
享保10年（1725年）4月18日、死去。享年55。戒名は光岳院殿明誉照山居士。生塚山に葬られた。

## 系譜
- 父：松平信久
- 母：清光院 - 松平重和娘
- 養父：松平信和
- 妻：中島与五郎重貞娘 - 後離縁
- 生母不明の子女
  - 男子：松平尚澄
  - 男子：松平信村
  - 男子：松平澄平